# زهاوزن (بورده)
زهاوزن (به آلمانی: Seehausen) یک منطقهٔ مسکونی در آلمان است که در وانزلبن-وورده واقع شده‌است. زهاوزن ۱٬۸۹۲ نفر جمعیت دارد.